# Tebain

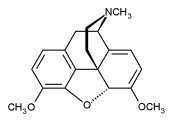
Strukturformel för tebain.

Tebain eller tebainum, summaformel C19H21NO3, även kallat dimetylmorfin, är ett smärtstillande preparat som tillhör gruppen morfinderivat.
Substansen är narkotikaklassad och ingår i förteckningen N I i 1961 års allmänna narkotikakonvention, samt i förteckning II i Sverige.